# Кабаковська сільська рада (Кармаскалинський район)
Кабако́вська сільська рада (рос. Кабаковский сельский совет) — муніципальне утворення у складі Кармаскалинського району Башкортостану, Росія. Адміністративний центр — присілок Кабаково.

## Населення
Населення — 5454 особи (2019, 5384 в 2010, 5452 в 2002).

## Склад
До складу поселення входять такі населені пункти:
| Населений пункт            | Населення, осіб (2002) | Населення, осіб (2010) |
| -------------------------- | ---------------------- | ---------------------- |
| Балтіно, присілок          | 9                      | 6                      |
| Верхньотимкино, присілок   | 178                    | 170                    |
| Верхньоуглічино, присілок  | 18                     | 19                     |
| Кабаково, присілок         | 3072                   | 3141                   |
| Нижньотимкино, присілок    | 189                    | 195                    |
| Новомусино, присілок       | 6                      | 4                      |
| Романовка, присілок        | 9                      | 7                      |
| Сальзігутово, присілок     | 256                    | 265                    |
| Сіхонкіно, село            | 896                    | 891                    |
| Станції Кабаково, присілок | 193                    | 105                    |
| Старі Кієшки, присілок     | 626                    | 581                    |